# Mestre Amundo
O Mestre Amundo (em sueco:  Mäster Amund; possivelmente nascido ou criado na cidade de Skänninge, na Gotalândia e morto posteriormente a 1494) foi um pintor mural medieval sueco dos fins do século XV, que decorou grande número de interiores de igrejas na Suécia, sobretudo nas províncias da Västergötland, Östergötland e Småland, situadas em redor dos lagos Vänern e Vättern. 

As suas obras têm um carácter rústico, antiquado, e um estilo decorativo popular, com a capacidade de encher com cores simples os interiores de igrejas. Embora haja dúvidas sobre quais são as suas obras, costumam ser-lhe atribuídas, com alguma reserva, as pinturas dos interiores de várias igrejas, Gökhem (Västergötland), Ask e Appuna (Östergötland), Marbäck (Småland) e Visnum (Värmland). A sua obra considerada mais importante é a decoração do interior da igreja de madeira de Södra Råda na Värmland. É possível que o nome de Amund fosse Amund Nilsson, e que ele tivesse a sua base e oficina própria na cidade de Vadstena.

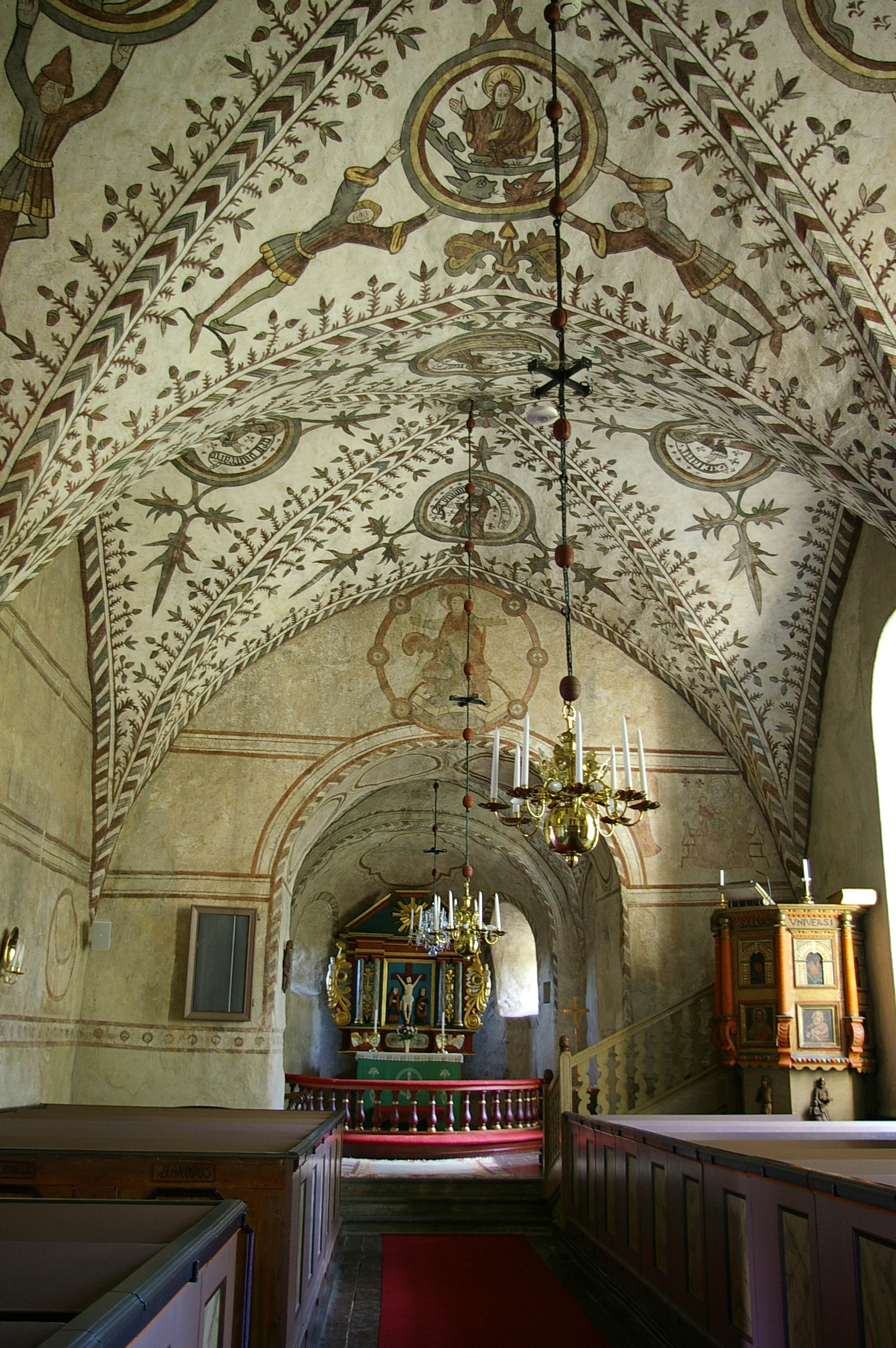
Interior da igreja de Gökhem
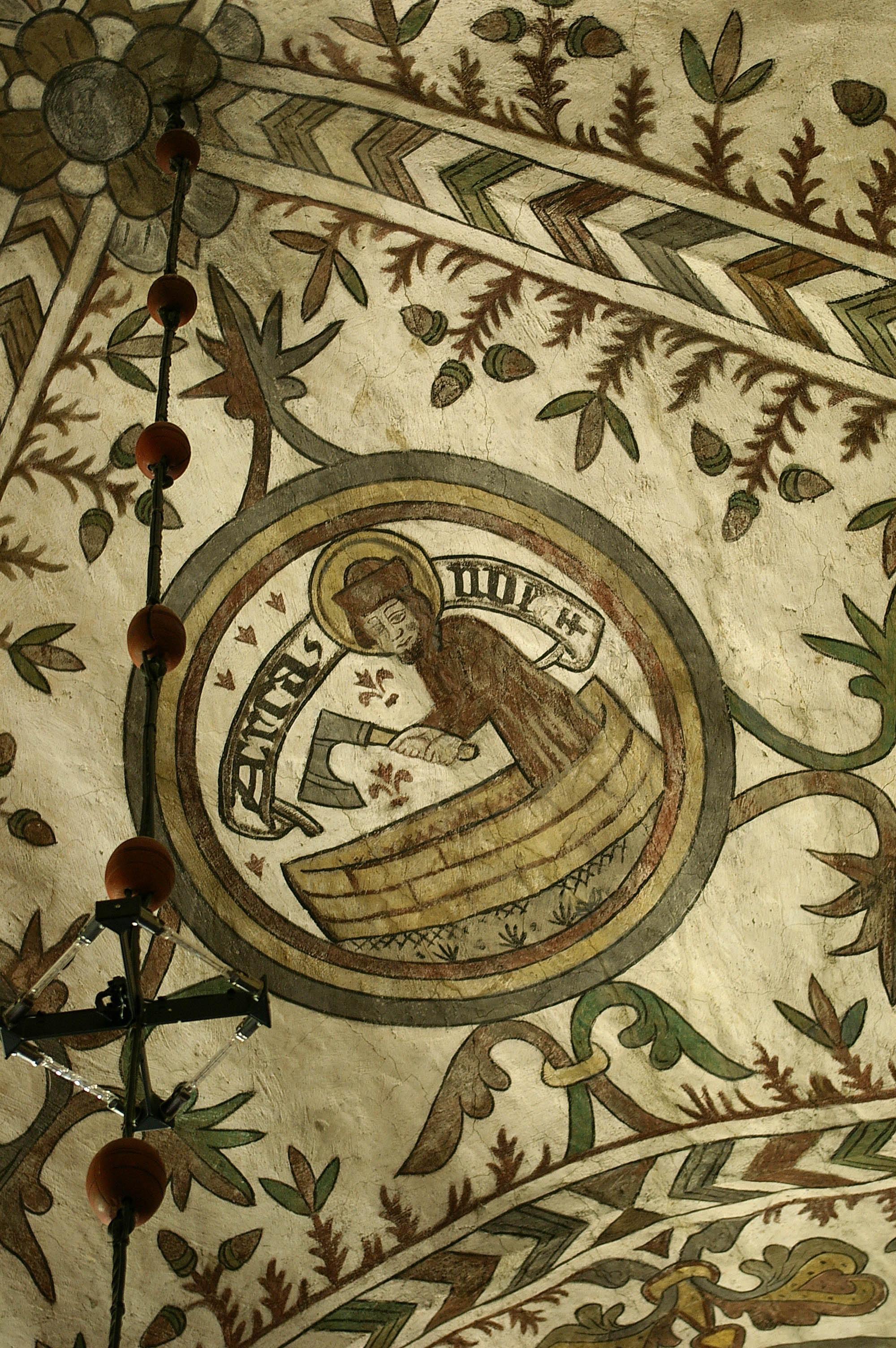
Pintura mural na igreja de Gökhem